# Zentralkommission für die Rheinschifffahrt

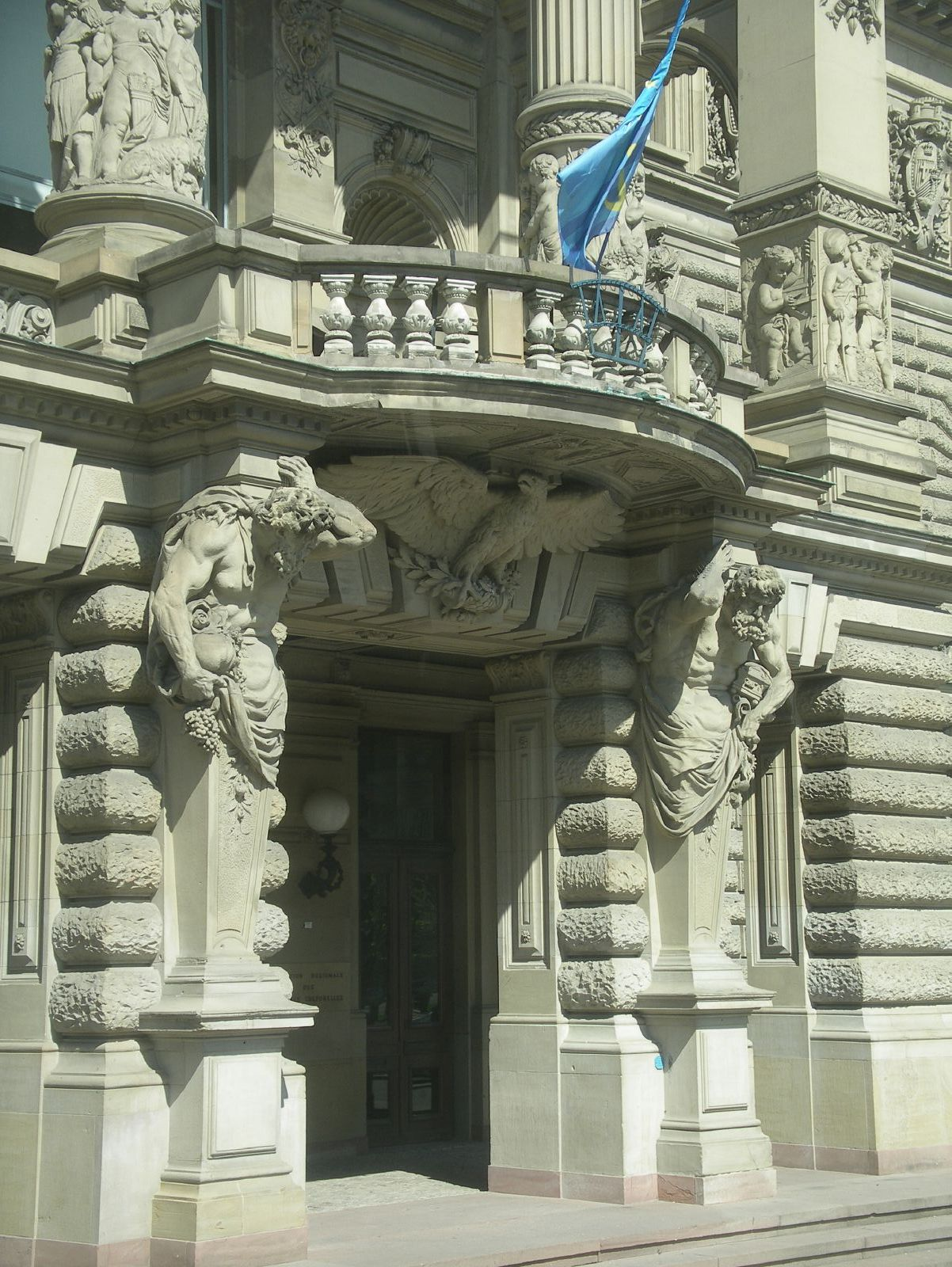
Haupteingang des Palais du Rhin mit alter ZKR-Flagge

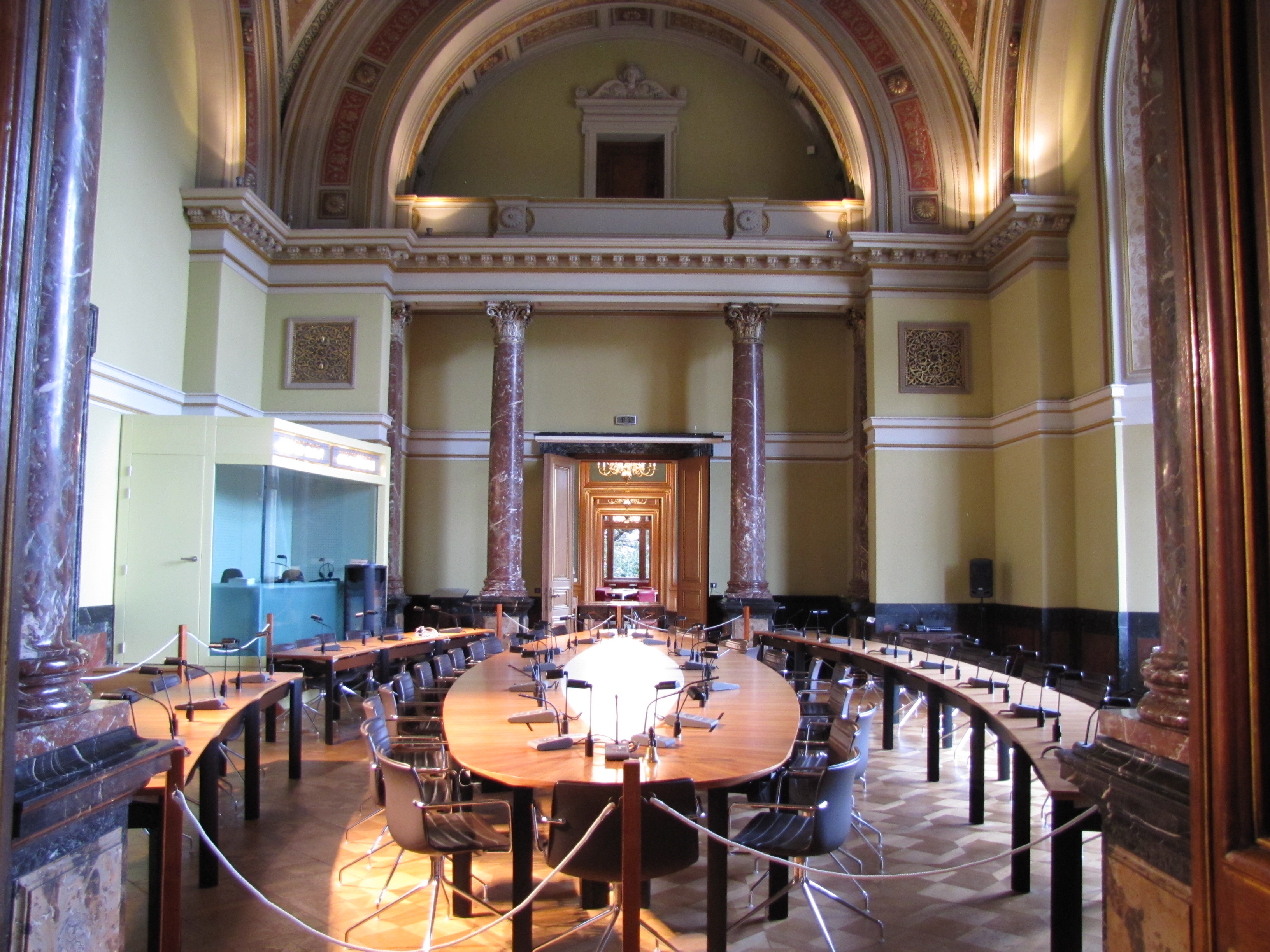
Sitzungssaal der Kommission im Palais du Rhin

Die Zentralkommission für die Rheinschifffahrt (ZKR) (französisch Commission Centrale pour la Navigation du Rhin (CCNR), niederländisch Centrale Commissie voor de Rijnvaart (CCR)) ist eine Internationale Organisation mit Sitz in Straßburg (Frankreich). Ihre Aufgabe ist in erster Linie die Erarbeitung und Fortentwicklung der von den Mitgliedstaaten der revidierten Rheinschifffahrtsakte zu erlassenden Verordnungen zu allen Fragen der Schifffahrt auf dem Rhein. Sie prüft daneben alle Beschwerden, die ihr wegen der Anwendung der revidierten Rheinschifffahrtsakte sowie der Durchführung der gemeinsam von den Vertragsstaaten erlassenen Verordnungen vorgelegt werden. Ihre Berufungskammer kann bei Berufungen gegen Urteile der nationalen Rheinschifffahrtsgerichte angerufen werden. Darüber hinaus wirkt die Kommission auf die Weiterentwicklung des Binnenschifffahrtsrechts hin und initiiert hierzu weitere internationale Übereinkommen.

## Geschichte
Die Zentralkommission für die Rheinschifffahrt wurde mit der Schlussakte des Wiener Kongresses von 1815 geschaffen als diplomatische Konferenz zur Erarbeitung der Rheinschifffahrtsakte.

„Die Bestimmung der Wiener Congreßacte in Betreff der freyen Flußschifffahrt erhält nun ihre Vollziehung. Die mit der Abfassung des neuen definitiven Regelements für die Rheinschifffahrt beauftragte Centralcommission vereinigt sich hier in einigen Tagen.“

Zum Commissär für Preußen wurde Georg Arnold Jacobi ernannt.
Die Zentralkommission trat erstmals am 5. August 1816 in Mainz zusammen. An den Verhandlungen nahmen die Vertreter Frankreichs, der Niederlande, Preußens, Badens, Hessens, Bayerns und Nassaus teil. Die Verhandlungen zogen sich lange hin, da Preußen und die Niederlande darum stritten, ob die Freiheit des Rheins bis ins offene Meer oder nur bis zu den Mündungshäfen gelte, ob also die Niederlande Zölle für ein- und ausgehende Seeschiffe verlangen dürfe; der preußische Vertreter Daniel Heinrich Delius blieb den Verhandlungen deshalb von 1825 bis 1829 fern. In den Folgejahren erarbeitete die Zentralkommission die Mainzer Akte, die am 31. März 1831 verabschiedet wurde.
Mit Inkrafttreten der Akte wurde die Zentralkommission für die Rheinschifffahrt zu einer internationalen Organisation mit eigener Rechtspersönlichkeit und Sitz in Mainz. 1861 wurde die Kommission nach Mannheim verlegt.
Am 17. Oktober 1868 wurde die Mannheimer Akte von den sechs Mitgliedern (Nassau war 1866 von Preußen annektiert worden) verabschiedet, die die Regelungen von 1831 ersetzte und noch heute als Grundlagendokument für die Rheinschifffahrt Bestand hat. Nach dem Deutsch-Französischen Krieg 1871 kam Elsaß-Lothringen – und damit das gesamte Rheinufer Frankreichs – durch den Vertrag von Frankfurt zum neu gegründeten Deutschen Reich. Frankreich schied aus der ZKR aus. Das Deutsche Reich wurde hingegen nicht Mitglied der ZKR, sondern die bisherigen Mitglieder blieben als Gliedstaaten des Reiches Mitglieder der ZKR. Neu hinzu kam das Reichsland Elsaß-Lothringen.
Nach dem Ersten Weltkrieg regelte der Versailler Vertrag in den Artikeln 354 ff. die Arbeit der Zentralkommission neu. Frankreich wurde führendes Mitglied mit ständigem Vorsitz, das Deutsche Reich ersetzte seine Gliedstaaten als Mitglied. Belgien trat der Mannheimer Akte bei. Das Vereinigte Königreich (Austritt zum Ende des Jahres 1993) und Italien (Austritt 1937) wurden als Nichtuferstaaten und Nichtunterzeichner der Mannheimer Akte Mitglieder der ZKR. Auch die Schweiz erhielt ohne Unterzeichnung der Mannheimer Akte Sitz in der ZKR, während die Niederlande die Änderung der Mannheimer Akte durch den Versailler Vertrag in einem Zusatzprotokoll 1923 akzeptierten. In der Folge wurden der Sitz der Kommission 1920 nach Straßburg verlegt und im dortigen Palais du Rhin ein ständiges Sekretariat eingerichtet.

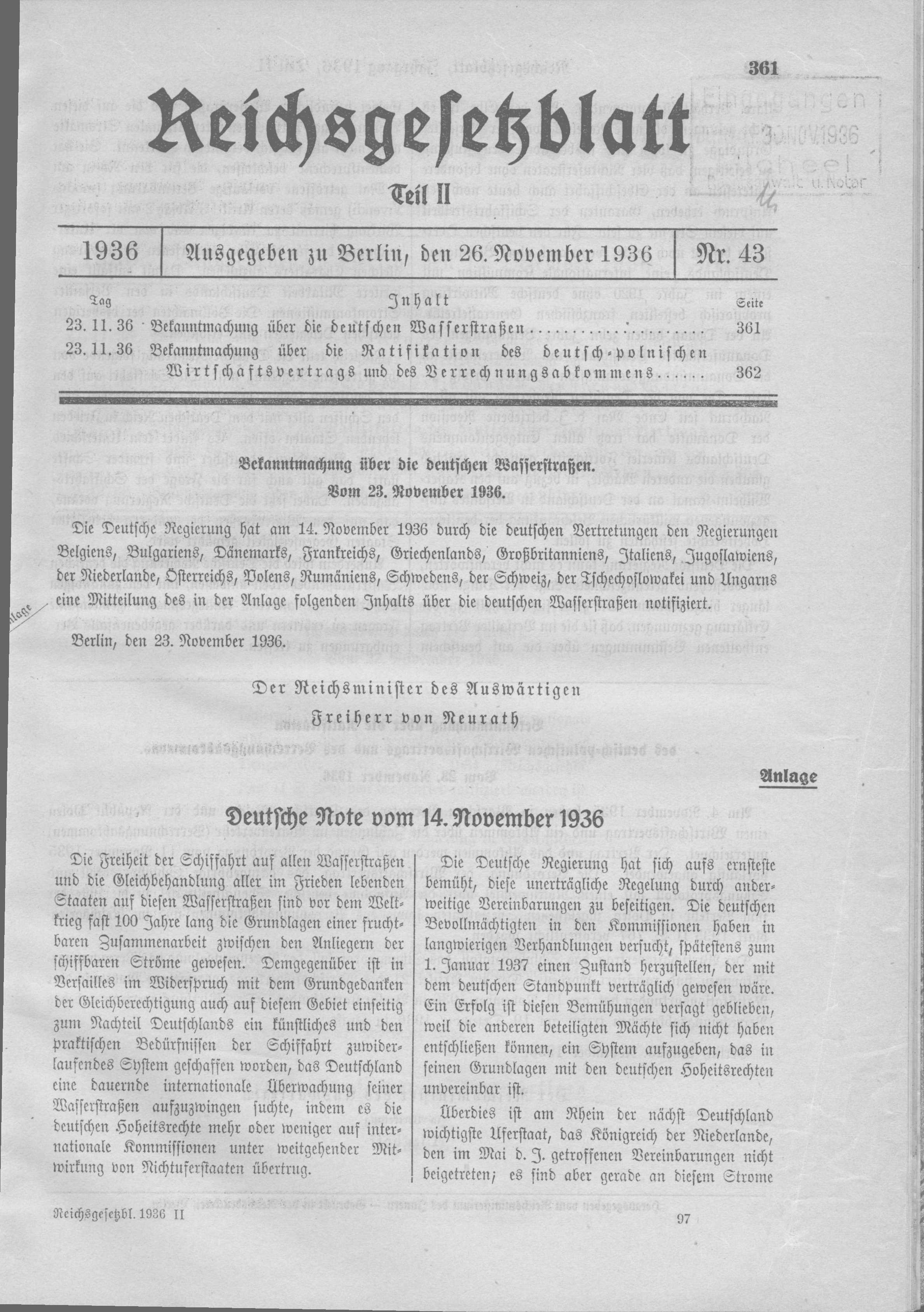
Deutsche Note vom 14. November 1936

1936 erklärte das Deutsche Reich durch die Deutsche Note vom 14. November 1936 einseitig, nicht mehr an das internationale Regime über den Rhein und andere Flüsse gebunden zu sein.
Nach dem Zweiten Weltkrieg nahm die ZKR im Herbst 1945 ihre Arbeit wieder auf. Ein Teil der Revision durch die Versailler Verträge wurde einvernehmlich aufgehoben und die Vereinigten Staaten (Austritt 1964) wurden zuerst in Wahrnehmung der Besatzungsrechte aufgenommen. Bereits 1950 wurde auch Deutschland (genauer die Bundesrepublik) zur ZKR wieder zugelassen.
1963 erfolgte mit dem Übereinkommen zur Revision der Revidierten Rheinschifffahrtsakte die letzte größere Überarbeitung der Vorschriften, bei der die Schweiz dem Abkommen beitrat. Seither wurden weitere sieben Zusatzprotokolle vereinbart.
Die Zentralkommission ist die erste internationale Organisation weltweit und zugleich die älteste noch heute bestehende.

## Mitglieder

Mitgliedstaaten
Beobachtende Staaten

Stand 2024 sind folgende Staaten Mitglieder der ZKR:
- Deutschland
- Belgien
- Frankreich
- Niederlande
- Schweiz

Es gibt die folgenden Beobachterstaaten: Österreich, Bulgarien, Großherzogtum Luxemburg, Ungarn, Slowakische Republik, Tschechische Republik, Rumänien, Vereinigtes Königreich, Ukraine, Polen und Serbische Republik. Mit der Europäischen Union gibt es eine Zusammenarbeit. Mit anderen Flusskommissionen wie der Donaukommission, der Moselkommission oder der Savakommission gibt es Beziehungen. Die ZKR und die Wirtschaftskommission für Europa (UNECE) arbeiten eng zusammen.

## Aufgaben
Zu den Aufgaben der Zentralkommission gehören die Sicherstellung der Freiheit des Rheins als Wasserstraße, die Sicherheit des Rheinverkehrs sowie die wirtschaftliche Förderung des Schiffsverkehrs auf dem Rhein.
Dazu gehören insbesondere:
- die Weiterentwicklung der Rheinschifffahrtspolizeiverordnung (RheinSchPV), die Verkehrsregeln enthält sowie Vorschriften über die Schiffe, deren Größen, Kennzeichnung und Ausrüstung, den Gewässerschutz und die Abfallbeseitigung
- Technische Vorschriften für Binnenschiffe (Rheinschiffsuntersuchungsordnung – RheinSchUO)
- Vorschriften über Besatzung und Berufsqualifikationen (Rheinschiffspersonalverordnung  – RheinSchPersV)
- Vorschriften zur Beförderung gefährlicher Güter

Diese Vorschriften werden in enger Abstimmung mit den Mitgliedstaaten erarbeitet, einstimmig verabschiedet und gelten danach unmittelbar im jeweiligen nationalen Recht, ohne dass ein Übernahmeakt der Mitgliedstaaten nötig ist. Die Einhaltung der Vorschriften wird durch die Wasserschutz- und Schifffahrtspolizeien der Rheinuferstaaten überwacht. Deutschland und Frankreich haben dazu für ihre gemeinsame Strecke auf dem Oberrhein seit 2012 eine gemeinsame deutsch-französische Wasserschutzpolizei (Compagnie fluviale de gendarmerie du Rhin) mit dem Sitz in Kehl und Außenstellen in Gambsheim und Vogelgrun eingerichtet.
In Rheinschifffahrtssachen kann neben den Rheinschifffahrtsobergerichten optional auch die Zentralkommission als Berufungsgericht angerufen werden.
Das Sekretariat der ZKR unterstützt die Umsetzung des Übereinkommens über die Sammlung, Abgabe und Annahme von Abfällen in der Rhein- und Binnenschifffahrt (CDNI) von 1996, zu dessen Vertragsparteien neben den fünf Mitgliedstaaten der ZKR auch Luxemburg gehört. Verwahrerin dieses Übereinkommens ist die Generalsekretärin der ZKR. 
Außerdem nimmt das Sekretariat der ZKR Aufgaben für die Verwaltungsstelle für die soziale Sicherheit der Rheinschiffer (CASS) wahr, deren Vereinbarungen über die Anwendbarkeit des Sozialversicherungsrechts für die fünf Mitgliedstaaten der ZKR sowie für Luxemburg und Liechtenstein verbindlich sind. Diese Staaten haben auch eine Ausnahmevereinbarung im Sinne des Art. 13 der Verordnung (EG) Nr. 883/2004 geschlossen, die es ermöglicht, auf alle Beschäftigten an Bord eines Binnenschiffs dasselbe Sozialversicherungsrecht anzuwenden. Dieses bestimmt sich nach dem effektiven Sitz des Ausrüsters (wirtschaftlicher Eigentümer).